# Chromatomyia thermarum
Chromatomyia thermarum är en tvåvingeart som beskrevs av Griffiths 1976. Chromatomyia thermarum ingår i släktet Chromatomyia och familjen minerarflugor. Inga underarter finns listade i Catalogue of Life.